# バリアー島

バリアー島と他の海岸地形の比較

バリアー島（英語: barrier island）とは、沖合に海岸と並行に伸びる砂や礫から成る細長い陸地を指す。陸を海から守るような姿からこう呼ばれる。バリアー島の海側には砂浜が発達し、多くの島で低い砂丘と灌木等の植生が見られる。また、バリアー島と陸地との間にはラグーン（lagoon）と呼ばれる潟をもち、バリアー島同士の間にはラグーンと外洋とをつなぐ潮流口（tidal inlet）がある。上げ潮・下げ潮の度にラグーンと外洋の海水が潮流口を行き来するので、上げ潮の際にはラグーン側に、下げ潮の際には外洋側に三角州状の地形ができる。これは潮汐三角州（tidal delta）と呼ばれる。また、このラグーンは時間が経過すると潮流口がふさがり、塩沼となることもある。

## バリアー島の成立
バリアー島は海進期に特有の堆積システムである。現存するバリアー島は、後氷期の海面上昇が原因となって徐々に陸へ移動したものであるとされている。またバリアー島が発達するには、海底の勾配が緩やかであること、堆積物の供給量が充実していること、そして潮差の小さな（2m以下）地域であることという条件が重要であるとみられる。

## バリアー島の成因仮説
1. 海水準の上昇に伴って浜堤が溺れ、海岸側の高まりと陸が分断された[3]
2. 砂嘴が海岸へ移動し、分断された[3]
3. 砂州が成長し、海面上に現れた[3]
4. 沿岸砂州が海面上に現れた[4]

## 日本の主なバリアー島
- 成ヶ島

兵庫県淡路島の南東に位置する。淡路橋立とも呼ばれる。
- 古東京湾のバリアー島。

およそ12～13万年前、関東は古東京湾と呼ばれる内湾を持っており、ここをラグーンとして、水戸から鹿島、房総半島へと約120kmに渡ってバリアー島が存在したとされる。

## 世界の主なバリアー島
- フロリダ半島のバリアー島。アメリカのフロリダ半島東海岸に面する大西洋からメキシコ湾沿岸まで、長さ数千kmに渡り発達している。[2]
- アウターバンクス
- シー諸島
- ロングアイランド南岸のバリアー島
- コーナー入江（Corner inlet）のバリアー島。オーストラリア、ビクトリア州の州都メルボルンから200km南東に離れたコーナー入江に存在する。
- イタリア、アドリア海沿岸のポー川河口からベネチアにかけて（アルバレッラ島（イタリア語版）、リード・ディ・ヴェネツィア）。
- バルト海海沿岸（ポーランドからカリーニングラードにかけて）。
- オランダからデンマークに沿って伸びるフリースラント諸島（ワッデン諸島）。